# Русское Байбаково
Русское Байбаково (мар. Руш Байбак; баш. Урыҫ-Байбаҡ) — деревня в Мишкинском районе Республики Башкортостан Российской Федерации. Входит в состав Камеевского сельсовета.

## География

### Географическое положение
Расстояние до:
- районного центра (Мишкино): 14 км,
- центра сельсовета (Камеево): 2 км,
- ближайшей ж/д станции (Загородная): 136 км.

## Население
| 2002 | 2009 | 2010 |
| ---- | ---- | ---- |
| 111  | ↗114 | ↘107 |

Национальный состав
Согласно переписи 2002 года, преобладающая национальность — марийцы (81 %).